# La truhana
La truhana és una obra de teatre en dos actes, escrita per Antonio Gala i estrenada en el Teatre Central de la Expo de Sevilla el 2 d'octubre de 1992.

## Argument
La història es desenvolupa a l'Espanya el segle xvii, sota el Regnat de Felip IV. Una famosa actriu còmica s'aventura en un viatge pels confins de l'imperi espanyol, exercint de bandolera amb la intenció sempre de fugir del monarca i evitar convertir-se en la seva cortesana. L'obra s'aborda a manera de comèdia musical i compta amb 19 números musicals.

## Estrena
- Direcció: Miguel Narros. Producció: Paco Marsó. Música: Juan Cánovas. Intérprets: Concha Velasco, Juan Carlos Naya, Fernando Conde, Lorenzo Valverde, Francisco Merino, Jose M. Subiza, Margarita García Ortega, Natalia Duarte.